# المسوح، إب
المسوح هي إحدى قرى الجمهورية اليمنية. تتبع جغرافيا لمحافظة إب وإداريًا لمديرية إب. يبلغ تعداد سكانها 1762 نسمة حسب الإحصاء الذي أجري عام 2004.